# Josh Bowler
Josh Bowler, né le 5 mars 1999 à Chertsey en Angleterre, est un footballeur anglais qui évolue au poste d'ailier droit à Nottingham Forest FC.

## Biographie

### Formation et débuts
Né à Chertsey en Angleterre, Josh Bowler est formé par les Queens Park Rangers. Il joue son premier match en professionnel avec ce club, lors de la dernière journée de la saison 2016-2017 de Championship, contre Norwich City. Il entre en jeu à la place de Jack Robinson et son équipe s'incline par quatre buts à zéro.
Le 7 juillet 2017, Bowler est recruté par l'Everton FC. Il est dans un premier temps intégré à l'équipe réserve du club.
Après avoir prolongé d'un an avec Everton, Bowler est prêté une saison à Hull City le 18 juillet 2019. Touché au talon en janvier 2020, sa progression est freinée avec une absence estimée de six à huit semaines.

### Blackpool FC
Le 19 juin 2021, Josh Bowler s'engage en faveur du Blackpool FC. Le joueur, en fin de contrat avec Everton où il n'aura finalement jamais joué, signe donc librement et pour un contrat d'un en avec le club tout juste promu en Championship.
Le 5 mars 2022, jour de ses 23 ans, Bowler se fait remarquer en inscrivant le but vainqueur de son équipe contre Stoke City, en championnat (0-1 score final),.
En mai 2022, Blackpool exerce l'option de prolongation d'un an présent dans le contrat de Bowler, alors que le joueur est courtisé par d'autres clubs après sa saison réussie.

### Nottingham Forrest et prêts
Recruté par Nottingham Forest le 1er septembre 2022, Josh Bowler est prêté dans la foulée à l'Olympiakos. Peu utilisé en Grèce, Bowler est rappelé de son prêt au mercato hivernal et le 5 janvier 2023 il est prêté à son ancien club, le Blackpool FC, jusqu'à la fin de la saison.
Le 1er août 2023, Josh Bowler rejoint Cardiff City sous la forme d'un prêt d'une saison.
Le 31 janvier 2025, il rejoint Luton Town sous la forme d'un prêt.